# Dallas Keuchel
Dallas Keuchel (Tulsa, 1º gennaio 1988) è un giocatore di baseball statunitense lanciatore per i Chicago White Sox della Major League Baseball (MLB).

## Carriera
Gli Houston Astros selezionarono Keuchel nel settimo giro del Draft MLB 2009.
Dopo avere giocato nelle minor league, debuttò nella MLB il 17 giugno 2012, al Rangers Ballpark di Arlington contro i Texas Rangers. Nella sua seconda apparizione come partente lanciò una gara completa. La sua prima stagione si concluse con una media PGL (ERA) di 5.27 in 16 gare come partente, concedendo più basi su ball (39) che strikeout (38). Nel 2013 lanciò con una media PGL di 5.15.
Nel 2014, Keuchel aveva accumulato 9 vittorie e 5 sconfitte con una media PGL di 3.20 prima della pausa per l'All-Star Game e fu finalista per un posto nel roster dell'American League (AL). La sua stagione si concluse con un record di 12–9 e 2.93 di ERA. Per le sue prestazioni in difesa, Keuchel fu premiato con il suo primo Guanto d'oro.

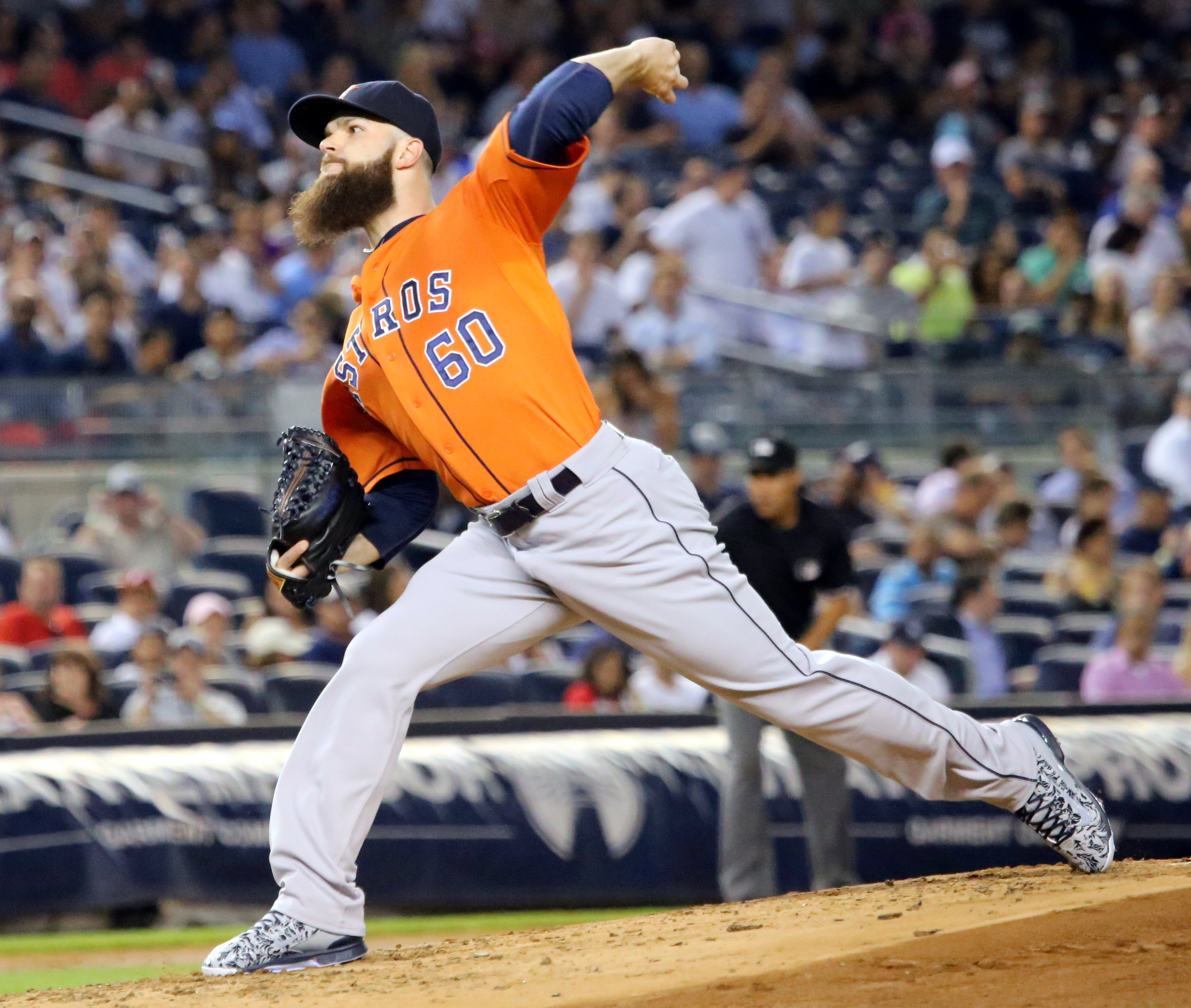
Keuchel nel 2015

Nell'aprile 2015, Keuchel ebbe un record di 3–0 e una media PGL di 0.73 in cinque gare come partente, venendo premiato come lanciatore del mese della AL. Vinse nuovamente tale premio a maggio quando ebbe un record di 4–1 e 2.62 di ERA in sei gare. Fu anche uno dei due giocatori degli Astros a venire convocato per l'All-Star Game, venendo scelto come lanciatore titolare della AL. Ad agosto fu premiato per la terza volta come lanciatore del mese, dopo un bilancio di 4–1 e 1.94 di ERA in sei gare. Keuchel concluse la stagione 2015 con un record di 15–0 al Minute Maid Park, diventando il primo giocatore della storia della MLB a concludere una stagione da imbattuto in casa con almeno 14 vittorie. Complessivamente ebbe un record di 20–8, con un ERA di 2.48 e 216 strikeout.
Keuchel iniziò come partente il turno delle wild card con tre giorni di riposo. L'11 ottobre ottenne una vittoria contro i futuri campioni dei Kansas City Royals, 4-2, nelle AL Divisional Series. A fine anno, Keuchel vinse il Cy Young Award, il secondo Guanto d'oro e il Warren Spahn Award, assegnato al miglior lanciatore mancino della MLB. Keuchel divenne il terzo giocatore degli Astros a vincere il Cy Young Award, dopo Mike Scott e Roger Clemens, rispettivamente nel 1986 e 2004.
Il 2 luglio 2017, Keuchel fu convocato per il secondo All-Star Game della carriera, a cui non poté partecipare a causa di un infortunio. La sua stagione regolare si chiuse con 23 gare come partente, un record di 14-5 e 2.90 di media PGL. La squadra vinse la propria division con un record di 101-61 e a fine anno batté i Los Angeles Dodgers nelle World Series 2017, conquistando il primo titolo in 56 anni di storia. Il 29 ottobre 2018, divenne free agent, ovvero privo di impiego, dato che nessuna squadra ha accettato le richieste monetarie del giocatore.
Il 7 giugno 2019, Keuchel ha firmato un contratto di un anno del valore di 13 milioni di dollari con gli Atlanta Braves. Divenne free agent al termine della stagione.
Il 30 dicembre 2019, Keuchel firmò un contratto triennale dal valore di 55.5 milioni di dollari con i Chicago White Sox.

## Palmarès

### Club
- World Series: 1

Houston Astros: 2017

### Individuale
- MLB All-Star: 2

2015, 2017
- Cy Young Award: 1

2015
- Guanti d'oro: 5

2014, 2015, 2016, 2018, 2021
- Leader dell'American League in vittorie: 1

2015
- Lanciatore del mese dell'American League: 4

aprile, maggio, agosto 2015, aprile 2017
- Giocatore della settimana dell'American League: 2

(25 maggio 2014, 19 luglio 2015)